# Minuskel 55
Minuskel 55 (in der Nummerierung nach Gregory-Aland), ε 349 (von Soden) ist eine griechische Minuskelhandschrift des Neuen Testaments auf 349 Pergamentblättern (19,5 × 14 cm). Mittels Paläographie wurde das Manuskript auf das 14. Jahrhundert datiert.

## Beschreibung
Der Kodex enthält den vollständigen Text der vier Evangelien. Er wurde einspaltig mit je 21 Zeilen geschrieben. Der Kodex enthält κεφαλαια, synaxaria, Menologion, Unterschriften und Bilder, der Eusebische Kanon fehlt.
Der griechische Text des Codex repräsentiert den Byzantinischen Texttyp und wird der Kategorie V zugeordnet.

## Geschichte
Der Kodex befindet sich zurzeit in der Bodleian Library unter der Signatur Selden Supra 6 in Oxford.